# Хаджар, Исаак
Исак Александре Хаджар (род. 28 сентября 2004, Париж, Франция) — франко-алжирский автогонщик. В сезоне 2024 года выступал в Формуле-2 за команду Hitech Pulse-Eight. В сезоне 2022 года Хаджар выступал в чемпионате Формулы-3 за команду Hitech, завершив сезон на четвёртом месте. Является чемпионом Европы среди новичков Регионального европейского чемпионата Формулы и членом Red Bull Junior Team.
С 2025 года выступает в Формуле-1.

## Карьера

### Картинг
Хаджар родился в Париже и начал заниматься картингом в 2015 году. В первые два года участвовал в национальных чемпионатах, а в последний год своей карьеры в картинге Хаджар участвовал в чемпионате Европы среди юниоров CIK-FIA, победив у будущего напарника по команде Red Bull Junior Team Джека Кроуфорда.

### Младшие формулы
В сезоне 2019 года Хаджар дебютировал в формульных гонках в чемпионате Французской Формулы-4. Он одержал одну победу в гонке в Спа и занял седьмое место в турнирной таблице. Затем француз выступал в двух этапах чемпионата Формулы-4 ОАЭ в сезоне 2020 года за команду 3Y Technology, где набрал 56 очков, заняв 11-е место в чемпионате. Затем Хаджар снова выступил во Французской Формуле-4. Он показал себя намного лучше, чем в сезоне 2019 года, выиграв три гонки. После ещё восьми подиумов и двух поул-позиций Хаджар финишировал третьим в личном зачёте.

### Региональная Формула

#### 2021 год
В сезоне 2021 года Хаджар дебютировал в классе Региональной Формулы, выступив в первых трёх этапах Азиатского чемпионата Формулы-3 вместе с Evans GP. Он произвёл впечатление с самого начала, завоевав множество подиумов, включая три подиума во втором этапе в Яс Марине. Несмотря на то, что Хаджар не принимал участия в последних этапах чемпионата, ему удалось финишировать шестым в турнирной таблице, что является лучшим показателем среди всех участников, выступавших неполный сезон.
Основные выступления Хаджара проходили в Региональном европейском чемпионате Формулы, где он был напарником Зейна Мэлони, Лены Бюлер и соотечественника Адриена Давида в команде R-ace GP. Свои первые очки, а также первую победу Иссак завоевал на первом этапе в Имоле. Затем Хаджар занял свой первый подиум на следующем мероприятии, проходившем в Барселоне, и одержал свою первую победу в Региональном европейском чемпионате Формулы в первой гонке на трассе Монако. В том же этапе Хаджар финишировал вторым во второй гонке, уступив лишь своему напарнику по команде Мэлони, и приблизился к лидерству чемпионата, удерживаемому Грегуаром Соси. Однако Хаджар не смог подняться на подиум до финального этапа сезона, несмотря на то, что несколько раз попадал в шестёрку лучших. После разочаровывающего этапа в Муджелло, где не набрал ни одного очка, француз отыгрался, поднявшись на двойной подиум на последнем этапе в Монце, одержав победу во второй гонке после столкновения лидирующей пары. Хаджар занял пятое место в турнирной таблице, отстав от напарника по команде Мэлони всего на четыре очка, и завоевал награду лучшего новичка сезона.

#### 2022 год
В сезоне 2022 года Хаджар выступал в Азиатском чемпионате Формулы-3 за команду Hitech Grand Prix.

### Формула-3
В ноябре 2021 года Хаджар выступал за команду Hitech Grand Prix в постсезонных тестах Формулы-3. В конечном итоге в январе 2022 года было объявлено, что будет выступать за команду в сезоне Формулы-3 2022 года. Он начал свой сезон наилучшим образом, завоевав победу в спринтерской гонке в Бахрейне после того, как первоначальный победитель Оливер Берман получил пятисекундный штраф за нарушение границ трассы. Основная гонка была менее успешной, поскольку Хаджар финишировал 25-м после прокола, вызванного контактом с Романом Станеком.

### Формула-2
Хаджара пригласили принять участие в тестах за команду Hitech Grand Prix на постсезонных тестах Формулы-2 2022 года на трассе Яс Марина. В январе 2023 года было объявлено, что Хаджар дебютирует в Формуле-2 в сезоне 2023 года, продолжив свои выступления за Hitech Grand Prix вместе с Джеком Кроуфордом. Хаджар квалифицировался 14-м в Бахрейне, а в основной гонке смог набрать свои первые очки, заняв седьмое место. В Джидде Хаджар набрал больше очков, заняв девятое место в основной гонке. В Мельбурне он блестяще занял четвёртое место, но был оштрафован на три места в спринтерской гонке за нарушение правил. В драматичной спринтерской гонке Хаджар занял шестое место. Исаак показывал хороший результат в основной гонке до столкновения с Оливером Берманом в боксах, в результате чего Хаджар получил штраф. Дальнейшие контакты с Роем Ниссани привели к тому, что он в итоге финишировал 15-м. Хаджар квалифицировался в Баку на 18-м месте и пробился на восьмое место в драматичной спринтерской гонке, но всё было провалено, поскольку штраф за незаконный обгон опустил его на 11-е место. В основной гонке Исаак применил альтернативную стратегию и занял седьмое место. Хаджар перешёл в команду Campos Racing на сезон Формулы-2 2024 года. Его напарником стал Пепе Марти. В первой гонке года в Бахрейне он финишировал четвертым. На этапе в Мельбурне Исаак квалифицировался 8-м и финишировал первым в спринтерской гонке, но был оштрафован на 10 секунд, что отбросило его на 6-е место, несмотря на 6-секундный отрыв от второго места. Однако на следующий день Хаджару удалось выиграть основную гонку. В Монако Исааку удалось выиграть спринтерскую гонку, но на следующий день, после появления автомобиля безопасности, который появился как раз перед тем, как Зак О'Салливан заехал на пит-стоп, Хаджар финишировал вторым.

### Формула-1
16 июня 2021 года Red Bull объявила, что Хаджар станет членом Red Bull Junior Team в 2022 году.
Хаджар дебютировал в Формуле-1, приняв участие в первой свободной тренировке на Гран-при Мехико 2023 года.
19 декабря 2024 года стало известно, что Хаджар дебютирует за команду "Racing Bulls" в 2025 году.

## Результаты выступлений

### Сводная таблица
| Сезон | Серия                                   | Команда                    | Старты          | Победы          | Поулы           | БК              | Подиумы         | Очки            | Место           |
| ----- | --------------------------------------- | -------------------------- | --------------- | --------------- | --------------- | --------------- | --------------- | --------------- | --------------- |
| 2018  | Зимний чемпионат Джинетта среди юниоров | Elite Motorsport           | 3               | 0               | 0               | 0               | 0               | 0               | НКЛ             |
| 2019  | Французская Формула-4                   | FFSA Academy               | 20              | 1               | 0               | 1               | 2               | 118             | 7               |
| 2020  | Формула-4 ОАЭ                           | 3Y Technology              | 8               | 0               | 0               | 0               | 0               | 56              | 11              |
| 2020  | Французская Формула-4                   | FFSA Academy               | 21              | 3               | 2               | 6               | 11              | 233             | 3               |
| 2021  | Азиатский чемпионат Формулы-3           | Evans GP                   | 9               | 0               | 0               | 1               | 5               | 95              | 6               |
| 2021  | Региональная формула Европы             | R-ace GP                   | 20              | 2               | 1               | 3               | 5               | 166             | 5               |
| 2022  | Региональная формула Азии               | Hitech Grand Prix          | 15              | 2               | 1               | 2               | 5               | 134             | 3               |
| 2022  | Формула-3                               | Hitech Grand Prix          | 18              | 3               | 1               | 2               | 5               | 123             | 4               |
| 2023  | Формула-2                               | Hitech Pulse-Eight         | 26              | 0               | 0               | 1               | 1               | 55              | 14              |
| 2023  | Гран-при Макао                          | Hitech Pulse-Eight         | 1               | 0               | 0               | 0               | 0               | N/A             | 7               |
| 2023  | Формула-1                               | Scuderia AlphaTauri        | Тест-пилот      | Тест-пилот      | Тест-пилот      | Тест-пилот      | Тест-пилот      | Тест-пилот      | Тест-пилот      |
| 2023  | Формула-1                               | Oracle Red Bull Racing     | Тест-пилот      | Тест-пилот      | Тест-пилот      | Тест-пилот      | Тест-пилот      | Тест-пилот      | Тест-пилот      |
| 2024  | Формула-2                               | Campos Racing              | 28              | 4               | 1               | 2               | 8               | 192             | 2               |
| 2024  | Формула-1                               | Oracle Red Bull Racing     | Резервный пилот | Резервный пилот | Резервный пилот | Резервный пилот | Резервный пилот | Резервный пилот | Резервный пилот |
| 2024  | Формула-1                               | Visa Cash App RB F1 Team   | Резервный пилот | Резервный пилот | Резервный пилот | Резервный пилот | Резервный пилот | Резервный пилот | Резервный пилот |
| 2025  | Формула-1                               | Visa Cash App Racing Bulls | 13              | 0               | 0               | 0               | 0               | 22              | 13*             |

* Сезон продолжается.

### Формула-1
| Легенда к таблице |                                                                    |
| --- | ------------------------------------------------------------------ |
| В таблице перечислены результаты всех Гран-при Формулы-1, в которых принимал участие гонщик. Строками таблицы являются сезоны, столбцами — этапы чемпионата мира. В каждой клетке указаны сокращённое название этапа и результат, дополнительно обозначенный цветом. Расшифровка обозначений и цветов представлена в нижеследующей таблице. |                                                                    |
| \| Пример \| Описание \| \| ------------ \| ------------------------------------------------------------------ \| \| 1 \| Победитель \| \| 2 \| Второе место \| \| 3 \| Третье место \| \| 5 \| Финишировал, заработав очки \| \| Сход \| Не финишировал, но при этом заработал очки \| \| 12 \| Финишировал, не получив очков \| \| НКЛ \| Финишировал, но не попал в финальную классификацию \| \| 15 \| Участвовал вне зачёта, либо по отдельной классификации \| \| 18 \| Не финишировал, но попал в финальную классификацию \| \| Сход \| Не финишировал \| \| НКВ \| Не прошёл квалификацию \| \| НПКВ \| Не прошёл предквалификацию \| \| ДСК \| Дисквалифицирован \| \| ИСК \| Исключён из протокола соревнований \| \| ТТ \| Заявлен для участия только в тренировках \| \| НС \| Участвовал в квалификации, но не стартовал в гонке \| \| Т \| Травмирован или болен \| \| ОТК \| Отказ от участия \| \| НТР \| Прибыл на соревнования, но на трассу не выезжал \| \| НПР \| Был заявлен в числе участников, но не прибыл к началу соревнований \| \| О \| Соревнования отменены \| \| \| Не участвовал \| \| Поул-позиция \| \| \| Быстрый круг \| \| |                                                                    |
| Пример | Описание                                                           |
| 1 | Победитель                                                         |
| 2 | Второе место                                                       |
| 3 | Третье место                                                       |
| 5 | Финишировал, заработав очки                                        |
| Сход | Не финишировал, но при этом заработал очки                         |
| 12 | Финишировал, не получив очков                                      |
| НКЛ | Финишировал, но не попал в финальную классификацию                 |
| 15 | Участвовал вне зачёта, либо по отдельной классификации             |
| 18 | Не финишировал, но попал в финальную классификацию                 |
| Сход | Не финишировал                                                     |
| НКВ | Не прошёл квалификацию                                             |
| НПКВ | Не прошёл предквалификацию                                         |
| ДСК | Дисквалифицирован                                                  |
| ИСК | Исключён из протокола соревнований                                 |
| ТТ | Заявлен для участия только в тренировках                           |
| НС | Участвовал в квалификации, но не стартовал в гонке                 |
| Т | Травмирован или болен                                              |
| ОТК | Отказ от участия                                                   |
| НТР | Прибыл на соревнования, но на трассу не выезжал                    |
| НПР | Был заявлен в числе участников, но не прибыл к началу соревнований |
| О | Соревнования отменены                                              |
| | Не участвовал                                                      |
| Поул-позиция |                                                                    |
| Быстрый круг |                                                                    |

| Сезон | Команда                            | Шасси                 | Двигатель                    | Ш | 1      | 2      | 3     | 4      | 5      | 6      | 7     | 8     | 9     | 10     | 11     | 12       | 13     | 14     | 15  | 16  | 17  | 18  | 19       | 20  | 21  | 22       | 23  | 24       | Место | Очки |
| ----- | ---------------------------------- | --------------------- | ---------------------------- | - | ------ | ------ | ----- | ------ | ------ | ------ | ----- | ----- | ----- | ------ | ------ | -------- | ------ | ------ | --- | --- | --- | --- | -------- | --- | --- | -------- | --- | -------- | ----- | ---- |
| 2023  | Scuderia AlphaTauri                | AlphaTauri AT04       | Honda RBPT RBPTH001 1,6 V6 Т | P | БАХ    | САУ    | АВС   | АЗЕ    | МАЙ    | МОН    | ИСП   | КАН   | АВТ   | ВЕЛ    | БЕЛ    | ВЕН      | НИД    | ИТА    | СИН | ЯПО | КАТ | СОЕ | МЕХ тест | САП | ЛАС |          |     |          | —     | —    |
| 2023  | Oracle Red Bull Racing             | Red Bull Racing RB19  | Honda RBPT RBPTH001 1,6 V6 Т | P |        |        |       |        |        |        |       |       |       |        |        |          |        |        |     |     |     |     |          |     |     | АБУ тест |     |          | —     | —    |
| 2024  | Oracle Red Bull Racing             | Red Bull Racing RB20  | Honda RBPT RBPTH002 1,6 V6 Т | P | БАХ    | САУ    | АВС   | ЯПО    | КИТ    | МАЙ    | ЭМИ   | МОН   | КАН   | ИСП    | АВТ    | ВЕЛ тест | ВЕН    | БЕЛ    | НИД | ИТА | АЗЕ | СИН | США      | МЕХ | САП | ЛАС      | КАТ | АБУ тест | —     | —    |
| 2025  | Visa Cash App Racing Bulls F1 Team | Racing Bulls VCARB 02 | Honda RBPT RBPTH003 1,6 V6 Т | P | АВС НС | КИТ 11 | ЯПО 8 | БАХ 13 | САУ 10 | МАЙ 11 | ЭМИ 9 | МОН 6 | ИСП 7 | КАН 16 | АВТ 12 | ВЕЛ Сход | БЕЛ 20 | ВЕН 11 | НИД | ИТА | АЗЕ | СИН | США      | МЕХ | САП | ЛАС      | КАТ | АБУ      | 13*   | 22*  |

* Сезон продолжается.

### Комментарии
1. ↑  Получил дополнительное очко за восьмое место в спринте.